# Juan Ignacio Nardoni
Juan Ignacio Martín Nardoni (ur. 14 lipca 2002 w Nelson) – argentyński piłkarz pochodzenia włoskiego występujący na pozycji środkowego lub defensywnego pomocnika, od 2023 roku zawodnik Racing Clubu.